# Лебедине озеро
«Лебедине озеро» (рос. «Лебединое озеро») — балет на дві дії Петра Чайковського, складається із чотирьох сцен або трьох актів. Існує дві версії балету — авторська та Рікардо Дріго.
В основу сюжету покладено фольклорні мотиви, в тому числі старовинна німецька легенда, що оповідає про прекрасну принцесу Одетту, перетворену в лебедя прокляттям злого чаклуна — лицаря Ротбарта.
Вважається (згідно зі свідченнями, що збереглися), що музичний твір Чайковський створив під впливом побаченого в Лебедівській економії Давидових (нині Кам'янського району Черкаської області) озера з лебедями (див. також тут).
Прем'єра балету в початковій, авторській версії відбулася 4 березня 1877 року на сцені Большого театру в Москві, однак не мала успіху. У переробленій версії балет вперше було поставлено 15 січня 1895 року в Маріїнському театрі в Санкт-Петербурзі, саме ця версія переважно ставиться у сучасних театрах.

## Стислий зміст
У день свого повноліття принц проводить останню парубоцьку вечірку в дружньому колі на березі озера. Вино ллється рікою, але Зигфрід невеселий, адже наступного вечора він повинен серед запрошених на бал красунь вибрати собі наречену. Та його серце ще не пізнало кохання, і жодна з красунь королівства дотепер не мала честі почути заповітні слова. І тут його увагу привертають дівчата-лебеді, серед яких одна виділяється особливою грацією та красою. Зачарований принц спостерігає за їхнім танцем і довідується, що всі вони стали жертвами Чорного коршака. Розвіяти його чари зможе лише той, хто зізнається принцесі-лебедиці у вічному коханні, або той, хто зможе ціною власного життя перемогти чаклуна.
Принц обіцяє Одетті, що саме вона стане його обраницею, і саме її він представить на доленосному балі. Але його заклятий ворог підступний: серед потенційних наречених виникає образ Оділлії, як дві краплі води схожої на принцесу-лебедицю. Зигфрід упевнений, що перед ним — його обраниця, тому привселюдно називає її своєю нареченою і клянеться в коханні. У цей момент дівчина зникає, але змінити вже нічого неможливо: клятву вірності виголошено. На березі таємничого озера принц намагається вимолити прощення в Одетти, розуміючи, що кохана втрачена для нього назавжди. І тоді він приймає виклик підступного Чорного коршака, щоб звільнити кохану й залишитися на дні озера разом з поваленим ворогом.

### Фінал балету
У початковому варіанті балет мав трагічний фінал: принц вступає в боротьбу зі злим генієм, і той скидає принца в озеро; його зачарована кохана кидається слідом за улюбленим, а зло ж, уражене такою неймовірною силою почуттів, гине. Цей варіант не мав успіху на російських сценах і згодом балет був перероблений головним диригентом Маріїнського театру Рікардо Дріго та балетмейстерами Маріусом Петіпа і Львом Івановим. В цьому варіанті принц вступає в бій із чарівником, на допомогу юнаку кидається Одетта і вони перемагають. Звучить гімн любові, молодості й краси.

## Структура
| Перша дія 1. Інтродукція 2. Сцена 3. Вальс 4. Сцена. Па-де-труа 5. Інтраді 6. Алегро семпліче 7. Модерато 8. Алегро 9. Кода 10. Па д'аксьон 11. Сюжет 12. Танець із кубками 13. Фінал | Друга дія 1. Сцена (модерато) 2. Сцена (алегро модерато) 3. Сцена (алегро) 4. Танці лебедів 5. Темпо ді вальсо 6. Па д'аксьон 7. Танець маленьких лебедів 8. Загальний танець 9. Танець Одетти 10. Кода 11. Сцена | Третя дія 1. Алегро джусто 2. Танці кордебалету карликів 3. Сцена: вихід гостей і вальс 4. Сцена 5. Іспанський танець 6. Неаполітанський танець 7. Угорський танець Чардаш 8. Мазурка 9. Па-де-де 10. Па-де-де. Кода | Четверта дія 1. Сцена 2. Варіації Одетти 3. Сцена 4. Фінальна сцена |

## Постановки в Україні
У Київському театрі опери і балету ім. Т. Г. Шевченка «Лебедине озеро» вперше було поставлене 1926 року запрошеним з Москви балетмейстером Леонідом Олексійовичем Жуковим. Одетту танцювала його дружина Марія Романівна Рейзен, а Оділію — київська балерина Віра Мерхасіна. Зигфріда танцював сам Леонід Жуков, який не раз виступав у цій партії на сцені Большого театру в Москві.

## Цікаво
- Ювілейною, 30-ю, ужгородською міні-скульптурою стала мініатюра «Лебедине озеро» на транспортному мосту через річку Уж. Маленький телевізор зафіксував зображення культового балету Петра Чайковського, який свого часу транслювали в дні траурів та похорон генеральних секретарів ЦК КПРС. Особливо відомим балет став під час перевороту в серпні 1991 року.. Презентували загалу «перший телевізор над Ужем» скульптор Михайло Колодко, туризмознавець Федір Шандор та ведуча обласного телебачення Ростислава Джумурат. Символічно, що телескульптурка знаходиться поблизу головної телевежі Закарпаття. Приводом до відкриття нової туристичної родзинки став Всесвітній день телебачення (21 листопада), який Генеральна Асамблея ООН проголосила у 1996 на честь дати проведення першого Всесвітнього телевізійного форуму в Організації Об'єднаних Націй. Фігурку у вигляді телевізора, на якому показують «Лебедине озеро» встановили на Київській набережній 21.10.2017 року.
- В 1997 році Центробанк Росії випустив серію золотих та срібних монет на тему «Лебедине озеро»:

|                         |  |                          |  |                                  |  |                                            |  |
| Танок маленьких лебедів |  | Битва Зигфрід і Ротбарта |  | Вальс Зигфріда і Оділлії на балу |  | Зигфрід і Одетта в сцені зустрічі на озері |  |

## Виноски
1. ↑  Село Лебедівка на who-is-who.com.ua[недоступне посилання]